# Staatliche Universität Wanadsor

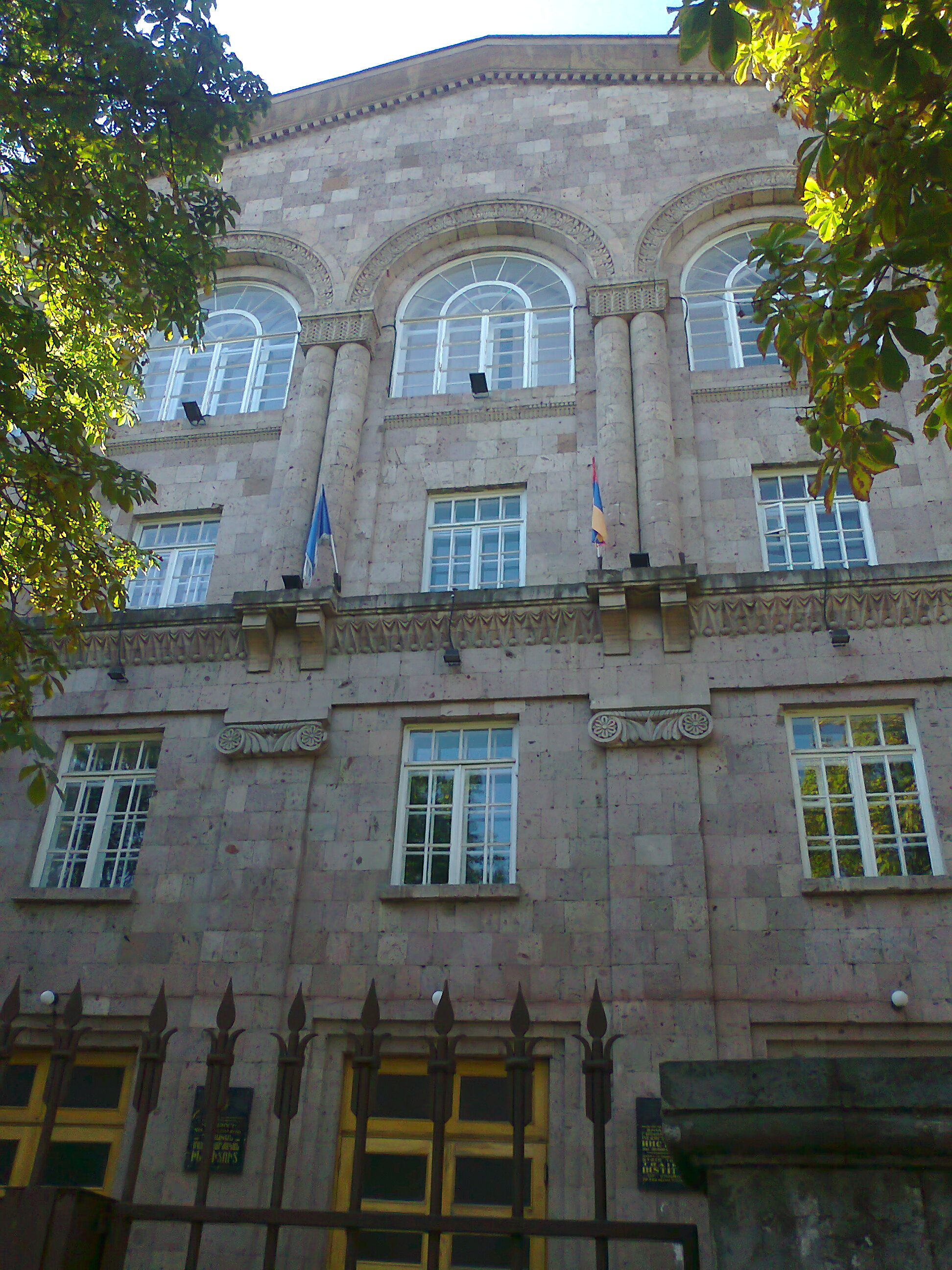
Universitätsgebäude (2013)

Die Staatliche Universität Wanadsor ist eine staatlich getragene Universität mit Sitz in Wanadsor in der Provinz Lori im Norden der Republik Armenien. Gegründet wurde die Universität im Jahr 1969 und ging aus einer Jerewaner Pädagogischen Fernschule hervor. Sie trug zunächst den Namen Staatliches Pädagogisches Institut Kirovakan, nach Umbenennung der Stadt Staatliches Pädagogisches Institut Wanadsor. Seit 2014 trägt sie den vollen Titel Staatliche Universität Wanadsor "Howhannes Tumanjan".

## Fakultäten
Die Universität verfügt (Stand 2019) über folgende Fakultäten:
- Philologische Fakultät
- Fakultät für Geschichte und Geographie
- Pädagogische Fakultät
- Fakultät für Chemie und Biologie
- Fakultät für Physik und Mathematik